# Вадсё (аэропорт)
Аэропорт Вадсё (норв. Vadsø lufthavn; (ИАТА: VDS, ИКАО: ENVD)) — региональный аэропорт, расположенный в коммуне Вадсё, фюльке Финнмарк, Норвегия. Управляется государственной компанией Avinor. Аэропорт имеет одну асфальтовую ВПП размером 997Х30 м, расположенную по курсу 08/26. Обслуживается авиакомпанией Wideroe, использующей самолеты Dash 8-100.

## История
В 1938 году Widerøe начала полеты на гидросамолете из Вадсё вдоль побережья на юг до Тронхейма. Во время Второй мировой войной маршрут был закрыт, но возобновился в 1946 году, когда он обслуживался Det Norske Luftfartselskap (DNL) с использованием Junkers Ju 52. Водный аэродром в Вадсё был простым и состоял из летной зоны и буя, пассажиры доставлялись к самолету на лодке. С 1954 года маршрут перешел к Widerøe, который стал использовать De Havilland Canada DHC-3 Otter.
В 1966 году был создан окружной комитет для изучения строительства небольших аэродромов в Финнмарке, в том числе Вадсё. Администрация гражданской авиации рассмотрела два местоположения аэропорта: в Фоссемюрене к северу от центра города и в Кибю, в 4 км к востоку от города. Предпочтительным был выбран второй вариант.
Региональный аэропорт открылся 1 августа 1974 года, его владельцем и оператором был муниципалитет Вадсё. Право полетов получила компания Wideroe, полеты выполнялись самолетами De Havilland Canada DHC-6 Twin Otter. Здание аэропорта совмещало пассажирский терминал, рассчитанный на 30 человек, и диспетчерскую вышку. В 1984 году для приема самолетов Dash 7 было построено новое здание терминала площадью 350 м² вместе с ангаром площадью 1000 м² В 1995 году для полетов стали использоваться самолеты Dash 8.
С 1 января 1997 года владельцем и оператором аэропорта стала государственная компания Avinor в обмен на выплату 4,1 млн норвежских крон муниципалитету Вадсё. В 2007 году были модернизированы навигационные средства и взлётно-посадочная полоса.

## Инфраструктура

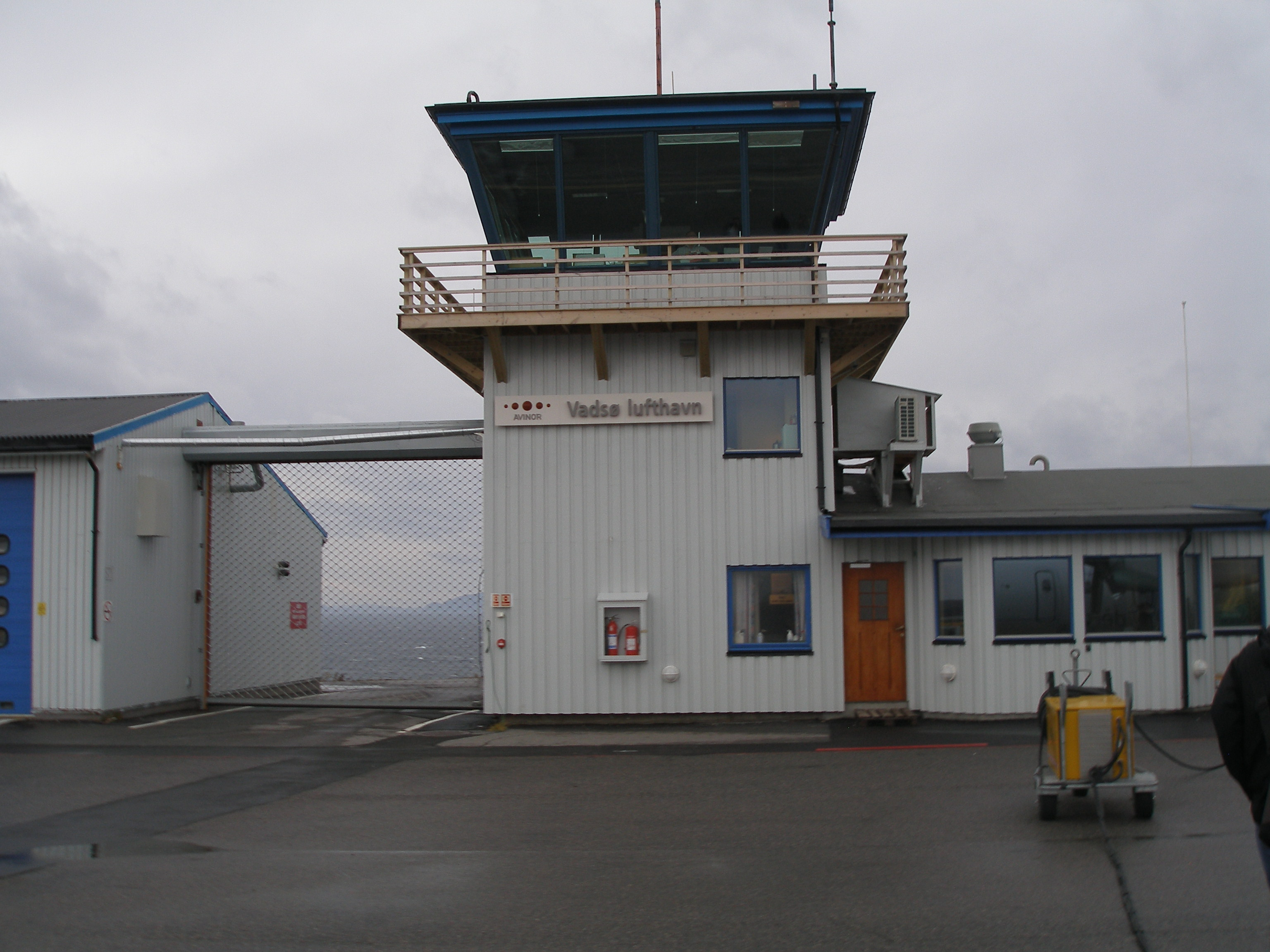
Диспетчерская вышка

Здание терминала имеет пропускную способность 170 пассажиров в час и может обрабатывать два самолета Dash 8-100 одновременно. Взлётно-посадочная полоса размером 997 Х 30 м, расположена по курсу 08/26. Аэропорт расположен на высоте 38,7 м над уровнем моря. На перроне есть стоянка для 2 самолетов класса Dash 8-100.
В 2018 году аэропорт обслужил 100 395 пассажиров, было совершено 6556 взлётов/посадок.

## Авиакомпании и направления
Авиакомпанией, выполняющей регулярные рейсы, является Wideroe.
По состоянию на февраль 2019 года аэропорт обслуживает рейсы по следующим направлениям:

## Транспортное сообщение
Аэропорт расположен в деревне Кибю, в 4 км к востоку от центра Вадсё. Имеется паркинг, служба такси и прокат автомобилей.

## Авиапроисшествия
- 4 января 1984 года сразу после вылета упал в море самолет Cessna 172 с регистрационным номером LN-DAM, выполняющий рейс Вадсё — Киркенес. Погибли 3 человека. Обломки самолета и тела пассажиров не были найдены[10][11].